# Batalha de Fehmarn (1644)
A Batalha de Fehmarn (1644) ocorreu a noroeste da ilha de Fehmarn, agora parte da Alemanha, no Mar Báltico. Uma frota sueca combinada, com um grande elemento de navios holandeses contratados, derrotou uma frota dinamarquesa-norueguesa e levou 1 000 prisioneiros, incluindo Ulfeldt, Grabov e von Jasmund. O almirante dinamarquês Pros Mund foi morto na batalha.
Os suecos tinham 16 navios com 392 canhões, e o elemento holandês contratado tinha 21 navios com 483 canhões (perfazendo um total de 37 navios com 875 canhões). Os dinamarqueses tinham 17 navios com 448 canhões. Os suecos gastaram dois navios de fogo e um navio holandês alugado foi perdido. Os dinamarqueses perderam 10 navios capturados, incluindo os três maiores, e dois naufragaram.

## A batalha
Na manhã de 13 de outubro, a frota sueca pesou âncora e se preparou para a batalha, dividindo-se em dois esquadrões suecos e três holandeses. Um dos esquadrões suecos foi liderado por Wrangel em Smålands Lejon e o outro sob o vice-almirante Peter Blum em Draken. Os esquadrões holandeses foram comandados por Mårten Anckarhielm (anteriormente Maerten Thijssen) a bordo de Júpiter, o vice-almirante Henrik Gerretsen em Groote Dolphijn e o schout-bij-nacht Pieter Marcussen em Groot Vliessingen.
A frota dinamarquesa-norueguesa foi dividida em dois esquadrões sob o comando do almirante Pros Mund em Patentia e Joachim Grabow em Lindormen. Por volta das 10h, os navios maiores de ambas as frotas estavam dentro do alcance de tiro um do outro e começaram a atirar. Os navios dinamarqueses menores recuaram da batalha, mas foram perseguidos pelos navios holandeses.
No início da batalha, a capitânia sueca Smålands Lejon foi tão danificada em seu equipamento e casco que ela teve que se retirar. Os navios suecos Regina e Gotemburgo atacaram e embarcaram no navio dinamarquês Patentia. O almirante dinamarquês Pros Mund foi morto durante os combates.
O navio de bombeiros sueco Meerman foi enviado contra o Lindormen dinamarquês, que rapidamente pegou fogo e explodiu.  O naufrágio foi descoberto em 2012.  A sueca Nya Fortuna capturou o homem de guerra dinamarquês Oldenborg por meio de um embarque. O último homem de guerra Tre Løver desviou-se, mas foi perseguido pelo holandês Júpiter de Anckarhielm, Patentia e Swarte não são. Tre Løver conseguiu afundar Swarte não antes que os outros dois navios holandeses a abordassem.
Os navios dinamarqueses menores Tu Løver, Havhesten e Fides foram capturados pelos holandeses Júpiter e Groote Dolphijn. Um grupo de navios dinamarqueses foram forçados contra a costa de Lolland, entre eles Neptunus, Nellebladet, Stormarn e Kronet Fisk. Estes foram mais tarde rebocados pelos holandeses. O dinamarquês Delmenhorst encalhou e explodiu após ser incendiado pelo navio de bombeiros sueco Delfin. Markatten dinamarquês, Højenhald e um galeão também encalharam, mas tiros de canhão de terra os protegeram dos holandeses. Apenas Pelikanen e Lammet conseguiram escapar e navegar para Copenhague em 17 de outubro.

## Consequências
Os dinamarqueses perderam doze navios, dos quais dez foram capturados. Cem homens morreram e cerca de 1 000 foram capturados. O navio Swarte não foi a única derrota do lado sueco; sua tripulação foi resgatada. No total, o lado sueco sofreu apenas 59 mortes.
A vitória foi uma das maiores da história da Marinha Real Sueca. Mesmo que transbordar os soldados de Torstensson para as ilhas dinamarquesas não fosse mais uma ameaça, uma vez que estes estavam agora destinados a encontrar as tropas imperiais do general Gallas que se aproximavam do sul, os dinamarqueses perceberam que a Suécia tinha domínio naval total após a batalha. Isso abriu caminho para negociações e, eventualmente, o tratado de Brömsebro em 13 de agosto de 1645.